# Zacapa (ciudad)
Zacapa es una ciudad y cabecera del departamento homónimo  localizada a 148 km de la Ciudad de Guatemala al este de la República de Guatemala, a lo largo del Río Grande de Zacapa. Es conocido localmente por su elaboración manual de puros, queso, y de un pastel hecho con sabor a queso.
El 22 de noviembre de 1896 se inauguró el tramo de Zacapa a Puerto Barrios del Ferrocarril del Norte. En ese entonces el Norte de Guatemala era una región no explorada y la construcción de la línea férrea era el inicio de la explotación industrial y comercial de la región.
A partir del año 2000 es miembro de la Mancomunidad de Nor-Oriente de Guatemala.

## Demografía
Entre 1896 y 1956 Zacapa fue una importante estación del Ferrocarril del Norte de Guatemala, que atrajo una gran cantidad de inmigrantes europeos, por lo que no es raro encontrar personas cuyos apellidos son originalmente de Inglaterra, Alemania, Italia y España, entre otros.
La población de todo el departamento de Zacapa a partir del año 2002 se estima en 59,089 habitantes; 94,09% son no-indígenas (en su mayoría de origen europeo o mestizo), sólo el 5,91% son indígenas.

## Geografía física

### Clima
Por estar situado en la zona del Valle Meridional del Río Motagua, su clima es de tipo semiárido de estepa. Según la Clasificación climática de Köppen, está clasificado como clima Semiárido Cálido (BSh), y aunque este tipo de clima es muy raro en Centroamérica, el municipio de Zacapa y municipios vecinos es la única región donde se encuentra este tipo de clima. Aunque posee una estación lluviosa, sus precipitaciones no sobrepasan los 700 mm anuales debido a que sus lluvias son muy breves en pocos días.
En contraparte, hay muchos días secos en la región; sus temperaturas son muy altas en comparación con el resto del país, que inclusive el INSIVUMEH, lo cataloga como una de las regiones más secas y cálidas del país. El récord de las temperaturas altas máximas se registró en abril de 1991, con 46,8 °C, en el valle de La Fragua.
| Parámetros climáticos promedio de Zacapa | Parámetros climáticos promedio de Zacapa | Parámetros climáticos promedio de Zacapa | Parámetros climáticos promedio de Zacapa | Parámetros climáticos promedio de Zacapa | Parámetros climáticos promedio de Zacapa | Parámetros climáticos promedio de Zacapa | Parámetros climáticos promedio de Zacapa | Parámetros climáticos promedio de Zacapa | Parámetros climáticos promedio de Zacapa | Parámetros climáticos promedio de Zacapa | Parámetros climáticos promedio de Zacapa | Parámetros climáticos promedio de Zacapa | Parámetros climáticos promedio de Zacapa |
| Mes                                      | Ene.                                     | Feb.                                     | Mar.                                     | Abr.                                     | May.                                     | Jun.                                     | Jul.                                     | Ago.                                     | Sep.                                     | Oct.                                     | Nov.                                     | Dic.                                     | Anual                                    |
| ---------------------------------------- | ---------------------------------------- | ---------------------------------------- | ---------------------------------------- | ---------------------------------------- | ---------------------------------------- | ---------------------------------------- | ---------------------------------------- | ---------------------------------------- | ---------------------------------------- | ---------------------------------------- | ---------------------------------------- | ---------------------------------------- | ---------------------------------------- |
| Temp. máx. media (°C)                    | 30.9                                     | 32.6                                     | 35.3                                     | 36.0                                     | 35.5                                     | 33.5                                     | 32.7                                     | 33.4                                     | 32.9                                     | 31.9                                     | 31.3                                     | 30.5                                     | 33                                       |
| Temp. media (°C)                         | 25.0                                     | 26.2                                     | 28.3                                     | 29.2                                     | 29.1                                     | 27.7                                     | 27.1                                     | 27.4                                     | 27.2                                     | 26.5                                     | 25.9                                     | 25.2                                     | 27.1                                     |
| Temp. mín. media (°C)                    | 19.2                                     | 19.9                                     | 21.3                                     | 22.4                                     | 22.7                                     | 21.9                                     | 21.6                                     | 21.5                                     | 21.6                                     | 21.2                                     | 20.5                                     | 19.9                                     | 21.1                                     |
| Precipitación total (mm)                 | 1                                        | 2                                        | 4                                        | 13                                       | 59                                       | 143                                      | 117                                      | 103                                      | 147                                      | 69                                       | 17                                       | 2                                        | 677                                      |
| Fuente: Climate-Data.org                 |                                          |                                          |                                          |                                          |                                          |                                          |                                          |                                          |                                          |                                          |                                          |                                          |                                          |

### Ubicación geográfica
Zacapa está localizada en el departamento homónimo y sus colindancias son:
- Norte: Estanzuela y Río Hondo, municipios del departamento de Zacapa
- Sur: 
  - La Unión, municipio del departamento de Zacapa
  - Jocotán y Chiquimula, municipios del departamento de Chiquimula
- Este: Gualán y La Unión, municipios del departamento de Zacapa
- Oeste: Huité y Estanzuela, municipios del departamento de Zacapa[7]

|                         | Norte: Estanzuela Río Hondo      |                       |
| Oeste: Huité Estanzuela |                                  | Este: Gualán La Unión |
|                         | Sur: La Unión Jocotán Chiquimula |                       |

## Gobierno municipal
Los municipios se encuentran regulados en diversas leyes de la República, que establecen su forma de organización, lo relativo a la conformación de sus órganos administrativos y los tributos destinados para los mismos.  Aunque se trata de entidades autónomas, se encuentran sujetos a la legislación nacional y las principales leyes que los rigen desde 1985 son:
| N.º | Ley                                                | Descripción |
| --- | -------------------------------------------------- | --- |
| 1   | Constitución Política de la República de Guatemala | Tiene una regulación legal específica para los municipios en los artículos 253 al 262. |
| 2   | Ley Electoral y de Partidos Políticos              | Ley de carácter constitucional aplicable a los municipios en el tema de la conformación de sus autoridades electas. |
| 3   | Código Municipal                                   | Decreto 12-2002 del Congreso de la República de Guatemala. Tiene la categoría de ley ordinaria y contiene preceptos generales aplicables a todos los municipios, e inclusive contiene legislación referente a la creación de los municipios.             |
| 4   | Ley de Servicio Municipal                          | Decreto 1-87 del Congreso de la República de Guatemala. Regula las relaciones entra la municipalidad y los servidores públicos en materia laboral. Tiene su base constitucional en el artículo 262 de la constitución que ordena la emisión de la misma. |
| 5   | Ley General de Descentralización                   | Decreto 14-2002 del Congreso de la República de Guatemala. Regula el deber constitucional del Estado, y por ende del municipio, de promover y aplicar la descentralización y desconcentración económica y administrativa.                                |

El gobierno de los municipios está a cargo de un Concejo Municipal mientras que el código municipal —ley ordinaria que contiene disposiciones que se aplican a todos los municipios— establece que «el concejo municipal es el órgano colegiado superior de deliberación y de decisión de los asuntos municipales […] y tiene su sede en la circunscripción de la cabecera municipal»; el artículo 33 del mencionado código establece que «[le] corresponde con exclusividad al concejo municipal el ejercicio del gobierno del municipio».
El concejo municipal se integra con el alcalde, los síndicos y concejales, electos directamente por sufragio universal y secreto para un período de cuatro años, pudiendo ser reelectos.
Existen también las Alcaldías Auxiliares, los Comités Comunitarios de Desarrollo (COCODE), el Comité Municipal del Desarrollo (COMUDE), las asociaciones culturales y las comisiones de trabajo. Los alcaldes auxiliares son elegidos por las comunidades de acuerdo a sus principios y tradiciones, y se reúnen con el alcalde municipal el primer domingo de cada mes, mientras que los Comités Comunitarios de Desarrollo y el Comité Municipal de Desarrollo organizan y facilitan la participación de las comunidades priorizando necesidades y problemas.
Los alcaldes que ha habido en el municipio son:
- 2012-2020: Julio Sánchez[10]

## Historia

### Tras la Independencia de Centroamérica

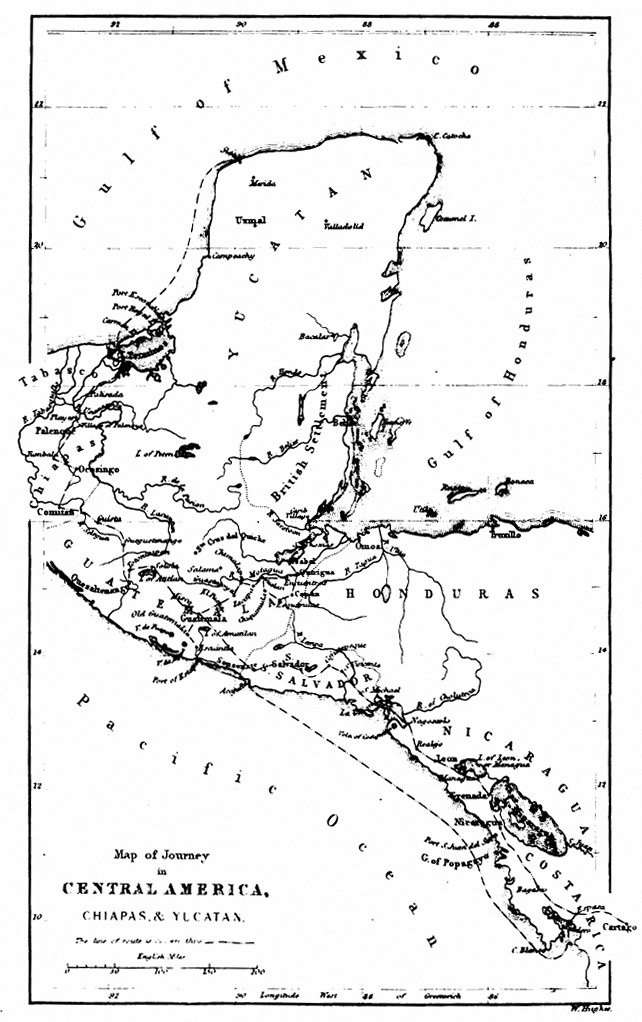
Mapa de Guatemala en 1839, elaborado por el arquitecto británico Frederick Catherwood, quien visitó Guatemala en compañía del explorador estadounidense John Lloyd Stephens en comisión del presidente de los Estados Unidos, Martin Van Buren.

El Estado de Guatemala fue definido de la siguiente forma por la Asamblea Constituyente de dicho estado que emitió la constitución del mismo el 11 de octubre de 1825: «el estado conservará la denominación de Estado de Guatemala y lo forman los pueblos de Guatemala, reunidos en un solo cuerpo.  El estado de Guatemala es soberano, independiente y libre en su gobierno y administración interior.»
Zacapa fue uno de los municipios originales del Estado de Guatemala fundado en 1825; estaba en el departamento de Chiquimula, cuya cabecera era el municipio del mismo nombre, y tenía a los municipios de Zacapa, Acasaguastlán, Sansaria, Esquipulas, Jalapa, y Mita.
La constitución del Estado de Guatemala promulgada el 11 de octubre de 1825 —y no el 11 de abril de 1836, como numerosos historiadores han reportado incorrectamente — creó los distritos y sus circuitos correspondientes para la administración de justicia según el Código de Lívingston traducido al español por José Francisco Barrundia y Cepeda; Zacapa fue sede del circuito del mismo nombre que pertenecía al Distrito N.º 4 (Chiquimula) e incluía a Santa Lucía, San Pablo, Gualán, Izabal, Río Hondo, Trapiche, Estanzuela, Uzumatán y Teculután.

### Ferrocarril del Norte
Tras resultar electo como presidente en 1892, el presidente José María Reina Barrios se empeñó en el proyecto del Ferrocarril del Norte y el 19 de julio de 1895 emitió el decreto n.º 513, publicado ese mismo día en el diario oficial, en que se ordenaba la fundación de la ciudad de Puerto Barrios. El General Reyna Barrios colocó la primera piedra y declaró inaugurados los trabajos del ferrocarril. Para administrar la construcción del ferrocarril, el gobierno de Reina Barrios contrató a Feliciano García quien desde muy joven había mostrado habilidad para el manejo de negocios públicos y quien había sido secretario privado del general Justo Rufino Barrios cuando este fue presidente de Guatemala.  El ingeniero estadounidense Silvanus Miller fue el encargado de la construcción del ferrocarril.  En Centroamérica ya había colaborado en la construcción del ferrocarril de Puerto Limón en Costa Rica, y en El Salvador estuvo a cargo de unos estudios geológicos y en la explotación minera.
1. Puerto Barrios
2. Tenedores
3. Los Amates
4. Gualán
5. El Rancho
6. Panajax

El 22 de noviembre de 1896 se inauguró el tramo de Zacapa a Puerto Barrios del Ferrocarril del Norte, considerado en ese momento un gran paso hacia las soluciones más urgentes de los problemas que afrontaba Guatemala.  El trazo abierto contaba con ciento y una millas, un poco más de la distancia total entre el puerto en el Atlántico y la Ciudad de Guatemala. Para entonces, el Norte de Guatemala era una región nueva, una fuente de riqueza no explorada y la construcción de la línea férrea prometía poder iniciar la explotación industrial y comercial de la región. La extensión total de la línea Puerto Barrios-Ciudad de Guatemala -por el derrotero de Panajax- era de ciento noventa y seis millas y nueve décimos, y se construyó en estas etapas: de Puerto Barrios a Tenedores, dieciocho millas; de Tenedores a Los Amates, cuarenta millas y ocho décimos; de Los Amates a Gualán, veintiún millas un décimo; de Zacapa a El Rancho de San Agustín Acasaguastlán, treinta y cuatro millas; del Rancho a Panajax, treinta millas; de Panajax a la Ciudad de Guatemala, en el punto de empalme con el Ferrocarril del centro, treinta y dos millas.
El tramo hasta El Rancho de San Agustín estuvo concluido en marzo de 1897, dejando construidos un total de ciento treinta y cuatro millas y nueve décimos; sin embargo, aunque el tramo del Rancho a Panajax no ofrecía extraordinarias dificultades debido a lo montañoso de la región, las últimas treinta y dos millas hasta la Ciudad de Guatemala si exigían penosas condiciones de trabajo, e incluso la construcción de un alto puente a la entrada Noreste de la ciudad.  Para llegar hasta allí, se tuvieron que sortear numerosas dificultates: leguas de terreno pantanoso, trayectos de base quebradiza, carestía de jornaleros y -sobre todo- los cambios en los precios internacionales que, en los últimos dos años del gobierno del general Reina Barrios cayeron estrepitosamente, especialmente los del café y de la plata.
En el tramo se construyeron numerosos puentes, entre los que sobresalían los puentes de los ríos San Francisco, San Francisco del Mar, río Escondido, río Motagua, río Iguana y río Gualán, de los cuales el puente sobre el río Motagua era el mayor, con una longitud de seiscientos cincuenta pies; por su parte, el puente sobre el Gualán tenía trescientos cincuenta pies y el puente entre Zacapa y El Rancho trescientos pies.

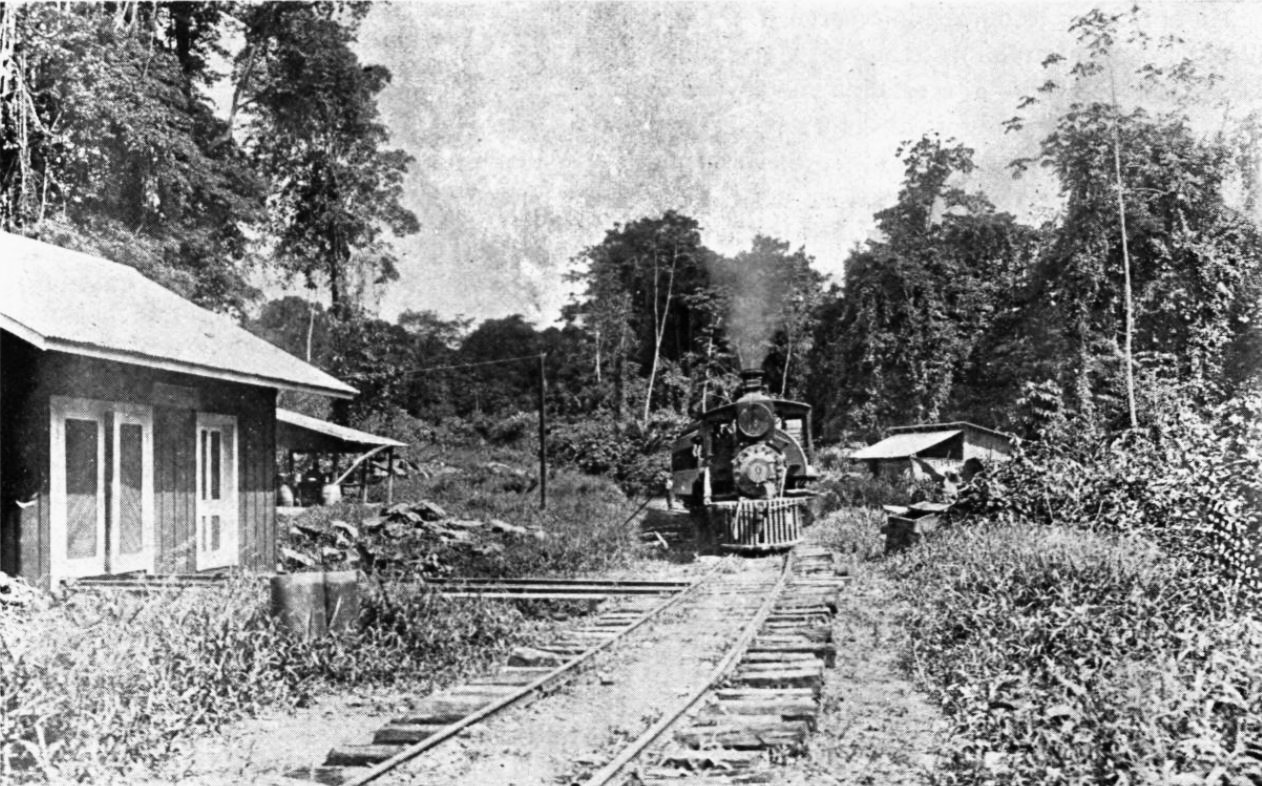
Casita de sección del ferrocarril en 1896. Fotografía de La Ilustración Guatemalteca.

En marzo de 1897, coincidiendo con el inicio de la Exposición Centroamericana, la revista cultural La Ilustración Guatemalteca  publicó un análisis detallado de la situación económica de Guatemala: en ese momento, los precios de los valores públicos emitidos por el gobierno para financiar las obras de infraestructura habían pasado de una relativa estabilidad a un descenso rápido y desconsolador, y existía una paralización completa en los negocios por carencia casi absoluta de efectivo, situación muy grave que estaba empezando a afectar el comercio, la agricultura, la industria y demás fuentes de riqueza.  Las causas de este serio problema eran el excesivo desarrollo que el gobierno de Reina Barrios había dado a necesidades ficticias -o sea, el embellecimiento de la Ciudad de Guatemala y la realización de la Exposición Centroamericana- sin haber tomado en cuenta el verdadero estado de las finanzas nacionales.  Se consideraba para entonces que la única solución era una austeridad completa con un plan de economías y la abstención absoluta de todo dispendio innecesario y se temía que se llegara a una bancarrota estatal.
Cuando el gobierno se dio cuenta de que la Exposición Centroamericana iba a fracasar, provocó una baja en la cantidad de moneda de plata circulante cuando relevó a los bancos de Guatemala de pagar en moneda corriente de oro o plata, facultándolos para hacerlo con sus propios billetes, de los que existían entonces alrededor de 10 millones de pesos en circulación.  El 15 de agosto de 1897, La Ilustración del Pacífico publicó un severo editorial sobre la situación económica del país, haciendo ver que el dinero que se había generado cuando el precio del café estaba alto se había despilfarrado de tal forma, que cuando este cayó en los mercados internacionales se produjo una fuerte crisis económica derivada de la devaluación de la moneda circulante. Por su parte, el diario opositor La República informaba que el costo de la leche, los huevos y el pescado estaba tan elevado que solamente las familias acomodadas podían adquirirlos y solicitaba que se redujeran los aranceles a la harina para no debilitar a la población. La crisis llegó a tal grado, que el 8 de febrero de 1898 murió asesinado el presidente Reina Barrios.
Tras la muerte de Reina Barrios, el licenciado Manuel Estrada Cabrera llegó al poder, y en 1900 autorizó a su Ministro de Fomento, Rafael Spínola, que se encargara de realizar un contrato con la compañía estadounidense Central American Improvement Co. Inc. para terminar el tramo El Rancho a Ciudad de Guatemala, y reparar los tramos que ya estaban construidos pero que estaban abandonados.  Para cubrir los gastos de la construcción, el gobierno de Estrada Cabrera se comprometió a emitir cuatro millones de pesos guatemaltecos oro, pagaderos en diez años y al 6% de interés; por aparte, como garantía para la realización de contrato, el gobierno guatemalteco concedió a la compañía estadounidense la posesión y explotación del tramo que ya estaba concluido junto con todos los activos e instalaciones del mismo, incluyendo el muelle de Puerto Barrios.  La compañía también tuvo derecho de disfrutar de la posesión del tramo nuevo que se estaba construyendo por espacio de diez años, y recibió gratuitamente todo el terreno necesario para montar la línea y almacenar todo el equipo y materiales que necesitara.
En 1904, aprovechando la disponibilidad pro-norteamericana del presidente Manuel Estrada Cabrera, socios de Minor Keith, empezaron a ganar control de varios ramales de ferrocarril en Guatemala y en El Salvador, gracias a generosas concesiones de los presidentes de ambos países; en ese mismo año, se incorporó la compañía International Railways of Central American (IRCA) se incorporó en el estado de Nueva Jersey, aun cuando los diferentes ramales ferroviarios continuaron funcionando independientemente.
El reporte anual de actividades de 1912, describe la consolidación de los diferentes ramales como sigue: «El ferrocarril guatemalteco asumió el control de los ramales Centra, Occidental y el de Ocós en 1912, cuando la fuerza laboral de las oficinas generales y de la estación y talleres de Zacapa y la ciudad de Guatemala se consolidaron en los edificios de la Compañía Ferroviaria Central en Guatemala; la unión de todo esto recibió el nombre de International Railways of Central America (IRCA).  A partir de ese momento, los trenes de Guatemala se conocieron como:
- Ferrocarril del Norte de Guatemala o del Distrito del Atlántico
- Ferrocarril del Distrito del Pacífico: los antiguos ferrocarriles Central, Occidental, Panamericano y de Ocós
- Ferrocarril Panamericano (en construcción por la Compañía Ferrocarrilera Central)»[24]

Hasta el gobierno del coronel Jacobo Arbenz Guzmán (1951-1954), el principal medio de transporte en Guatemala era el ferrocarril, el cual era administrado por la International Railways of Central America (IRCA). El último año que IRCA reportó una ganancia fue en 1957.  En 1959, la carretera al Atlántico desde la Ciudad de Guatemala hasta Puerto Barios fue inaugurada, lo que dio como resultado que los camiones obligaran al tren a reducir sus tarifmas, además de que perdió mucha clientela. Y en 1964, debido a un huracán y a enfermedades de los árboles, cerró su extensa operación en Tiquisate, dejando a la IRCA sin el 10% de sus ganancias.

### sigloXXI: Mancomunidad de Nor-Oriente de Guatemala
En 2000, Chiquimula se integró a la Mancomunidad de Nor-Oriente de Guatemala, la cual es una agrupación política y administrativa de once de los treinta y cuatro municipios de la región III o Nororiental de Guatemala gestiona el desarrollo social, cultural, político, económico y ambiental a través del impulso de la participación ciudadana de los diversos sectores locales.

## Recursos naturales
Zacapa es principalmente una zona rural, que contiene una gran cantidad de terreno plano que se utiliza sobre todo para cultivar melón, tabaco y tomates. Que bordean el valle de Zacapa es la Sierra de las Minas, que alberga los bosques, y contiene las minas de mármol y las plantaciones de café. Algunos de los mejores de jade del mundo también se encuentra en esta área. Hay una marcada estación seca, a menudo marcada por más de dos meses sin lluvia, lo cual empeora la calidad del aire de la región tremendamente. Las zonas llanas de la región son conocidos por su fuerte insectos, llamados chicharras, que pían en los campos ya lo largo de las carreteras durante la estación seca.

## Deportes
El municipio de Zacapa es sede del club de fútbol Deportivo Zacapa que juega en la Liga de ascenso de Fútbol de Guatemala, juegan en el Estadio David Ordóñez Bardales que se encuentra en la ciudad e Zacapa.

## Otras cabeceras departamentales
| Departamento | Cabecera       | Departamento  | Cabecera              | Departamento  | Cabecera      | Departamento   | Cabecera       |
| ------------ | -------------- | ------------- | --------------------- | ------------- | ------------- | -------------- | -------------- |
| Alta Verapaz | Cobán          | Baja Verapaz  | Salamá                | Chimaltenango | Chimaltenango | Chiquimula     | Chiquimula     |
| El Progreso  | Guastatoya     | Quiché        | Santa Cruz del Quiché | Escuintla     | Escuintla     | Huehuetenango  | Huehuetenango  |
| Izabal       | Puerto Barrios | Jalapa        | Jalapa                | Petén         | Flores        | Quetzaltenango | Quetzaltenango |
| Retalhuleu   | Retalhuleu     | Sacatepéquez  | Antigua Guatemala     | San Marcos    | San Marcos    | Santa Rosa     | Cuilapa        |
| Sololá       | Sololá         | Suchitepéquez | Mazatenango           | Totonicapán   | Totonicapán   | Jutiapa        | Jutiapa        |